# براي
براي (بالإنجليزية: Bray)‏ هو مغن مؤلف وملحن ومغني أمريكي، ولد في 17 أكتوبر 1972 في فاليجو في الولايات المتحدة.

## وصلات خارجية
- براي على موقع ميوزك برينز (الإنجليزية)
- براي على موقع أول ميوزيك (الإنجليزية)